# Liste der Monuments historiques in Warlaing
Die Liste der Monuments historiques in Warlaing führt die Monuments historiques in der französischen Gemeinde Warlaing auf.

## Liste der Objekte
| Bezeichnung                | Beschreibung                                       | Standort                    | Kennzeichnung | Schutzstatus | Datum | Bild |
| -------------------------- | -------------------------------------------------- | --------------------------- | ------------- | ------------ | ----- | ---- |
| Skulptur Christus am Kreuz | Holz, polychrom gefasst, Ende des 18. Jahrhunderts | in der Chapelle du Calvaire | PM59006456    | Inscrit      | 1991  |      |